# Semaeopus plerta
Semaeopus plerta là một loài bướm đêm trong họ Geometridae.